# 皖口之战
皖口之战，是宋灭南唐之战的关键一役，对阵双方为北宋和南唐。该战事爆发于北宋开宝八年（975年）十月，并于当月结束战斗。此战最终由北宋取得胜利。

## 战役背景
秦淮河之战后，南唐在金陵城周围丧失了十余万兵马，守城形势不容乐观。在南唐君主李煜要直接开城投降的想法被下属张洎、陈乔打消后，决定继续坚持抵抗，但是其本人依旧跑去后宫当中诵经。金陵被宋军围困了几个月，李煜竟然浑然不知。
此时的南唐老将全部阵亡。南唐神卫统军都指挥使皇甫继勋完全不抵抗，听到前线战败就欢欣雀跃，下属有人请战，皇甫继勋随即鞭挞其背并将其下狱，使得全军愤恨。开宝八年五月，李煜巡城，看到宋军围城，才知道自己被周围的部下蒙蔽了，随即把皇甫继勋下狱并处死。愤怒的属下们没花多长时间就吃光了皇甫继勋的肉。
此后，李煜急忙召朱全赟率领自己的十万兵马,趁着长江还在涨水期火速前往金陵救急，并派遣南都留守柴克贞前往湖口顶替朱全赟进行防守。但柴克贞称病拖延到任时间，朱全赟也以“进攻会被宋军从后方断掉粮道，打得赢还好，打不赢怎么办”为由拒不从命。直到十月，朱全赟才发兵。

## 战前准备

### 北宋
此时宋军在皖口附近的兵力并不多，主要部队全在金陵城下及周边，皖口附近只有巡江只有王明等所部。

### 南唐
朱全赟所部十万人，号称十五万，顺江东下，随军有长百余丈的木筏，以及可容纳上千人的大船。朱全赟自己所乘坐的大船有十几层，上面挂着大将的旗幡。此行的目的主要是拆毁采石矶附近的宋军浮桥。

## 战役过程
王明在发现南唐军的动向之后，将消息禀报给了宋太祖赵匡胤，赵匡胤随即下令在长江中央的沙洲立起桅杆一样的长木头当做疑兵使用。
当时正值长江枯水期，南唐军队行动缓慢。在皖口，宋军将领刘遇率军猛击南唐军，朱全赟下令用火来攻击处于下风口处的宋军，刘遇部有些招架不住。此时风向突然转变，大火烧向了南唐军，南唐军顿时大乱，朱全赟在惊恐之中被烧死，南唐将领王晖被俘。宋军缴获数万兵器。

## 战役影响
此役过后，金陵城更加孤立无援。南唐至此大势已去，金陵城于当年十一月被攻陷，南唐灭亡。